# Anstrichbild

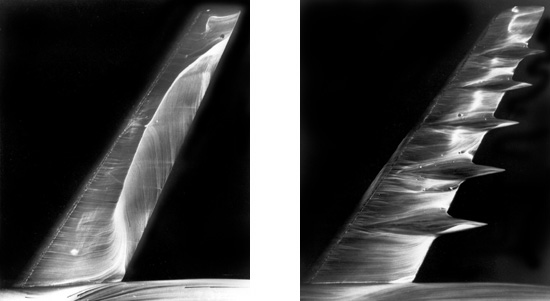
Anstrichbilder an Modellvarianten eines Tragflügels

Das Erstellen von Anstrichbildern ist eine Methode zur Visualisierung von Strömungen, die zur Darstellung von „Wandstromlinien“ an Modellen in Windkanälen dient. Daneben können am Modell auch die Linien der Strömungsablösung und des Wiederanlegens sowie des Umschlags von laminarer zu turbulenter Strömung sichtbar werden. Die Methode wird vor allem für Luftströmungen eingesetzt.
Eine Vorgehensweise zum Herstellen von Anstrichbildern besteht darin, eine Suspension eines Farbstoffs auf die Modelloberfläche aufzutragen. Dazu kann für die Anwendung in Luftströmungen eine Suspension aus feinkörnigem Titanweiß und Petroleum auf eine schwarze Oberfläche als dünne Schicht aufgesprüht werden. An dem anschließend in der Strömung platzierten Modell fließt das Petroleum von der Oberfläche ab und verdunstet, während sich das Titanweiß zu Linien formiert. Diese „Wandstromlinien“ sind streng genommen keine Stromlinien, weil an der Oberfläche eines Körpers aufgrund der Haftbedingung die Strömungsgeschwindigkeit identisch gleich null ist. Diese Linien sind vielmehr Folge der Wirkung der Schubspannung an der Modelloberfläche und können als Integralkurven des Richtungsfeldes der Wandschubspannung gedeutet werden. Außerdem werden Ablöselinien erkennbar. Der Umschlag von laminarer zu turbulenter Strömung kann an einem solchen Anstrichbild daran erkennbar werden, dass wegen des erhöhten Stoffaustausches im turbulenten Bereich der Grenzschicht das Petroleum schneller verdunstet und das Titanweiß schneller abgetragen wird als im Bereich mit laminarer Strömung. 
Auf hellen Oberflächen sind für Luftströmungen auch Suspensionen aus Ruß und Petroleum anwendbar. 
Für Wasserströmungen können Ölfarben zum Erstellen von Anstrichbildern verwendet werden. 